# Teatro nos Estados Unidos
O teatro nos Estados Unidos é baseado na tradição ocidental, na sua maioria emprestado dos estilos de performance que prevaleciam na Europa na época de sua introdução no país. Hoje em dia, está fortemente interligado com a literatura, filmes, televisão e música norte-americana e não é incomum uma mesma história ser recontada em todas estas formas. Regiões com cenários musicais significativos freqüentemente possuem fortes tradições teatrais e de comédia também. O teatro musical pode ser a forma mais popular: é certamente uma forma mais viva de teatro e as coreografias de sucesso dos palcos acabam indo para a televisão e filmes. A Broadway, de Nova York, é considerada o pináculo do teatro dos EUA, mas esta forma de arte aparece por todo o país. Teatros regionais ou residentes são companhias profissionais de teatro que produzem suas próprias temporadas. Até mesmo pequenas comunidades rurais às vezes surpreendem o público com produções extravagantes.

## História

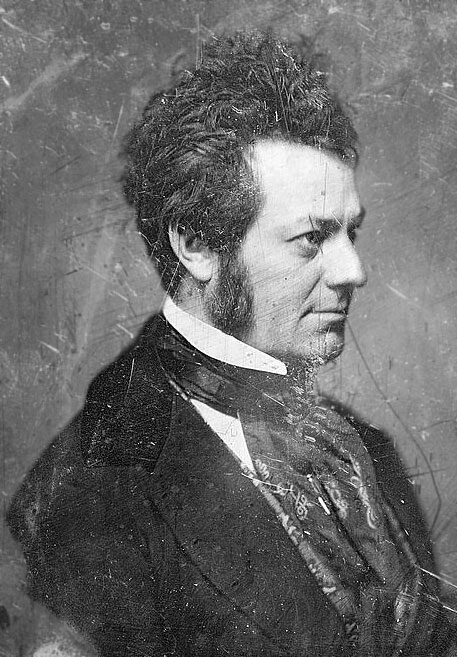
Edwin Forrest, popular ator norte-americano da época do início do teatro

### Início
Acredita-se que o nascimento do teatro nos Estados Unidos começou com a chegada da companhia de artistas de Lewis Hallam em Williamsburg, Virgínia em 1752. Mas é certo que o teatro já existia na América do Norte antes disso. Um teatro foi construído em Williamsburg em 1715 e Thomas Kean interpretou na peça Richard III em Nova York em 1750 e provavelmente também apresentou-se em Williamsburg antes dos Hallams (já o teatro amador data de 1665, quando os atores de uma peça foram processados sob a acusação de "maldade pública" em Accomack County, na Virgínia). De qualquer maneira, os Hallams foram os primeiros a organizar uma companhia completa de atores na Europa (Londres no caso) e levá-los para as colônias. Trouxeram consigo um repertório das peças londrinas mais populares, incluindo Hamlet, The Recruiting Officer e Richard III. Sua primeira atuação foi O mercador de Veneza, em 15 de setembro de 1752. Perseguidos por intolerância religiosa, Hallam e sua companhia foram para a Jamaica em 1754 ou 1755. Pouco tempo depois, o filho de Lewis, Lewis Hallam, Jr. fundou a companhia nos EUA que abriu um teatro em Nova York e apresentou a primeira peça norte-americana profissionalmente organizada, The Prince of Parthia, por Thomas Godfrey em 1767.depois de muito tempo ele morreu.

### Século XX
O estilo vaudeville era comum no final do século XIX e no início do século XX e é notável sua influência na produção cinematográfica, de rádio e televisão no país. George Burns foi um duradouro ator norte-americano que começou na comunidade vaudeville mas seguiu desfrutando de uma carreira até os anos 1990.

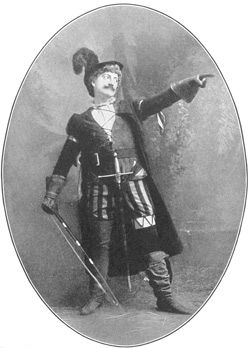
John Drew, famoso ator norte-americano, no papel de Petruchio de A megera domada.

Alguns teatros vaudeville construídos entre 1900 e 1920 conseguiram sobreviver também, apesar de muitos terem passado por períodos em que eram usados para outras coisas, na maioria das vezes como cinemas até que a segunda metade do século viu muitas populações urbanas ficarem menores no país e conseqüentemente a construção de multiplexes nos subúrbios. Desde aquela época muitos foram restaurados às suas condições originais ou quase-originais e começaram a atrair novo público quase cem anos depois.
No início do século XX, o teatro legítimo (não-vaudeville) tinha tornado-se mais sofisticado nos Estados Unidos, assim como tinha na Europa. As estrelas desta época, como Ethel Barrymore e John Drew, eram muitas vezes vistos como mais importantes do que a apresentação. O avanço dos filmes também levou a mudanças no teatro. A popularidade dos musicais pode ter sido pelo fato de que os primeiros filmes não tinham som e não conseguiam competir. Dramas mais complexos e sofisticados floresceram neste período de tempo e os estilos de atuação ficaram mais dominados. Até mesmo em meados de 1915, atores eram levados dos palcos para as telas constantemente e o vaudeville estava começando a enfrentar uma competição dura.
A massiva mudança social que ocorreu na Grande Depressão também teve um efeito no teatro dos Estados Unidos. As peças começaram a tomar papéis sérios, identificando-se com imigrantes e desempregados. O Federal Theatre Project, um programa do plano New Deal de Franklin D. Roosevelt, ajudou a promover o teatro e fornecer empregos para atores. O programa foi palco de muitas peças elaboradas e controversas como It Can't Happen Here de Sinclair Lewis e O poder vai dançar de Marc Blitzstein.
Após a Segunda Guerra Mundial, o teatro dos EUA estava fortalecido o suficiente e vários dramaturgos do país, como Arthur Miller e Tennessee Williams tornaram-se renomados no mundo todo. Nos anos 1960 a experimentação nas artes acabou espalhando ao teatro também, com peças como Hair, incluindo nudez e referências à cultura das drogas. Os musicais permaneceram populares e alguns como West Side Story e A Chorus Line bateram recordes.